# Calum Willock
Calum Daniel Willock (* 29. Oktober 1981 in London) ist ein ehemaliger englischer Fußballspieler, der auch die Staatsbürgerschaft von St. Kitts und Nevis besitzt.

## Karriere

### Verein
Er begann seine Karriere in der Jugend des FC Fulham. Dort stieß er dann zur Saison 2000/01 in die Reihen der ersten Mannschaft vor. Am 38. Spieltag der Folgesaison erhielt er dann auch seinen ersten Einsatz in der Premier League. Bei der 0:3-Niederlage gegen die Blackburn Rovers wurde er in der 83. Minute für Steve Marlet eingewechselt. Im November 2002 ging es dann per Leihe für einen Monat zu den Queens Park Rangers. Eine weitere Leihe über einen Monat fand dann noch einmal im August 2003 zu den Bristol Rovers statt. Nach der Rückkehr zu Fulham sollte es dann aber auch nicht lange dauern, bis er den Klub verlassen sollte. Bereits Anfang Oktober 2003 wechselte er für 40.000 Euro zu Peterborough United hinunter in die damalige Second Division. Hier konnte er sich über mehr als zwei Jahre als Stammspieler etablieren und wechselte dann Anfang 2006 zum FC Brentford.
Zur Saison 2007/08 wechselte er dann erstmals ablösefrei weiter und schloss sich nun eine Klasse höher Port Vale an. Hier blieb er dann aber auch nur ein halbes Jahr, bis er weiter zum FC Stevenage ging, seine Zeit hier sollte bis zum Saisonende 2008/09 andauern. Danach wechselte er weiter nach Crawley Town, wo er bis Ende Januar 2010 verblieb. Den Rest der Saison verbrachte er danach noch bei Cambridge United. Zur Saison 2010/11 hieß sein neuer Klub Ebbsfleet United, mit welchem er eine Spielzeit später auch in der damaligen Conference spielen konnte. Nach dieser Saison in der fünftklassigen Spielklasse trennten sich aber wieder deren Wege und er schloss sich für die Folgesaison Dover Athletic an.
Ab der Saison 2013/14 ging es dann erst einmal weit beim FC Boreham Wood, bereits Mitte Oktober hörte er hier aber schon wieder auf und spielte bis zum Ende des Jahres bei Harrow Borough. Ab Anfang 2014 ging es dann bei Staines Town weiter, wo er auch diesmal wieder länger blieb. Doch im Februar 2015 war auch hier wieder Schluss und es ging bis zum Saisonende weiter beim FC Lewes. Für fast den gesamten Rest des Jahres war er dann beim Londoner Klub Dulwich Hamlet aktiv. Anfang Dezember wechselte er dann zu FC Merstham, wo er für den Rest seiner noch folgenden Karriere auch die längste Zeit verbrachte. Danach folgten noch jeweils eine Saison beim FC Farnborough und eine bei Cray Valley Paper Mills. Danach beendete er im Sommer 2019 seine Karriere.

### Nationalmannschaft
Er hatte seinen ersten Einsatz für die Nationalmannschaft von St. Kitts und Nevis am 23. Mai 2004 bei einem 3:2-Freundschaftsspielsieg über St. Vincent und die Grenadinen. Als Einwechselspieler erzielte er zudem noch in der 63. Minute den Treffer zum endgültigen 3:2. Danach erhielt er noch im Juni desselben Jahres zwei Einsätze innerhalb der Qualifikation für die Weltmeisterschaft 2006. Weitere Partien folgten für ihn danach nicht mehr.